# Argumentum ad nauseam
Argumentum ad nauseam (em português, "argumentação até provocar náusea") é uma expressão em língua latina que se refere  à argumentação por repetição, que consiste em repetir insistentemente a mesma afirmação até o ponto de, metaforicamente, provocar náusea. O uso desse tipo de argumento pode ocorrer quando o autor  da  repetição acredita não ter suficiente atenção por parte dos seus interlocutores ou quando crê na falácia de que uma afirmação muito repetida é geralmente verdadeira. Segundo Goebbels "uma mentira repetida mil vezes transforma-se em verdade", ou seja, independentemente de se tratar de proposição verdadeira ou falsa, o martelar constante de determinadas afirmações é eficaz para produzir crenças, que gradativamente se consolidam no indivíduo e na sociedade, convertendo-as em "verdades" incontestáveis.
O argumentum ad nauseam assemelha-se ao argumentum ad infinitum, que é uma argumentação  sem fim, constituída de infinitos passos lógicos. Observe-se que, em termos aristotélicos, uma série conceitual infinita não é inteligível.  O argumentum ad infinitum baseia-se na falácia de que, se ninguém rebate o argumento, ele está correto — uma falácia semelhante à que sustenta o argumentum ad nauseam: uma afirmação insistentemente repetida é capaz de eliminar toda a objeção (eventualmente, pelo cansaço do interlocutor) e, assim, mostrar-se verdadeira — mesmo sem que haja prova ou ainda que seja logicamente inconsistente.    